# Spišské folklórne slávnosti
Spišské folklórne slávnosti jsou folklorní festival organizovaný na Slovensku.
Cílem festivalu je představit lidový zpěv, tanec, zvyky, tradice, hry, odívání a jiné duchovní a hmotné výtvory lidového umění na Středním a Dolním Spiši. Posláním festivalu je podpořit aktivitu folklorních kolektivů regionu a představit jeho národopisné prvky.